# Air (film, 2023)
Pour les articles homonymes, voir Air (homonymie).
Pour plus de détails, voir Fiche technique et Distribution.
Air  ou Air : Courtiser une légende au Québec (Air) est un film américain réalisé par Ben Affleck et sorti en 2023. Il revient sur la genèse de l'association entre la marque Nike et le basketteur Michael Jordan.
Après une présentation au festival South by Southwest, le film connait une sortie limitée dans les salles de certains pays mais sera majoritairement diffusé sur Prime Video.

## Synopsis
1984. Sonny Vaccaro est chargé de dénicher des jeunes joueurs de basket-ball universitaire pouvant servir de porte-étendards à Nike, la marque d'articles de sport créée et dirigée par Philip Knight. Il travaille au siège de Beaverton, notamment aux côtés de Howard White. Nike est à cette époque une marque spécialisée sur le running et la plupart des artistes et sportifs préfèrent les marques historiques qui dominent le marché : Adidas et Converse. Alors que les ventes de Nike sont en baisse, le directeur marketing Rob Strasser met la pression aux équipes pour trouver les nouveaux visages de la marque.
Alors qu'on lui suggère Sam Bowie, Sonny rêve de signer un énorme contrat de sponsoring avec la jeune pousse du basket-ball, Michael Jordan, qui vient tout juste d'être « drafté ». Malgré des contacts avec son agent David Falk, le jeune joueur préfère Adidas et a comme second choix Converse. Il refuse cependant de négocier avec Nike. De plus, les dirigeants de la marque à la virgule sont également réticents à cette idée car le joueur, qui n'est pas encore une star de la NBA, est trop cher pour eux. Le PDG Philip Knight, malgré leurs rapports amicaux, lui met la pression car le conseil d'administration lui met également la pression quant à l'intérêt de conserver la section basket-ball de Sonny.
Alors qu'on lui demande de signer trois joueurs, Sonny va alors tout miser pour attirer Michael Jordan, quitte à risquer sa place. Après avoir vu une publicité d'Arthur Ashe et sa raquette de tennis créée avec Head, Sonny est convaincu que Nike devrait poursuivre celui qu'il considère comme un talent générationnel avec une gamme créée spécialement autour de lui. Sonny reprend contact avec l'agent de Jordan, David Falk, qui ne le prend pas au sérieux. Sonny se rend à Los Angeles pour rencontrer George Raveling, entraineur-adjoint de l'équipe américaine de basket-ball aux jeux olympiques d'été de 1984, qui côtoie Michael Jordan. Sur un coup de tête, Sonny se rend en Caroline du Nord pour s'entretenir avec les parents du joueur, au grand regret de Rob Strasser. Malgré un accueil plutôt frileux, Sonny parvient à parler à la mère de Michael Jordan, Deloris. Il se fait plus tard incendier au téléphone par David Falk, très énervé d'avoir été court-circuité. Il obtient malgré tout un rendez-vous avec la famille Jordan dans les bureaux de Beaverton. Mais Phil Knight n'est pas prêt à le suivre et lui demande un délai pour réfléchir. Pour convaincre le joueur, il s'adresse au designer de l'entreprise, Peter Moore, et lui demande une chaussure inédite et révolutionnaire. Il imagine une chaussure avec beaucoup de rouge — couleur des Bulls de Chicago — malgré les règles en vigueur en NBA sur le pourcentage de couleur présente sur les chaussures des joueurs. Peter Moore suggère par ailleurs d'appeler cette collection Air Jordan. Ils passent tout le week-end à développer le prototype de la nouvelle chaussure et dorment même sur place. De plus, Phil accepte d'accorder le budget. Le lundi, tout le monde s'est préparé pour ce rendez-vous. Sonny a suggéré que Phil arrive en retard, pour montrer qu'il est un PDG très occupé. Durant la présentation formelle, Sonny demande à interrompre la vidéo et parle très sincèrement à Michel Jordan et lui brosse son avenir d'immense star. La famille Jordan et l'agent du joueur prennent congés. Plus tard, Howard White apprend qu'Adidas s'est aligné sur la même offre de 250 000 $. Sonny reçoit ensuite un appel de Deloris Jordan. Elle lui apprend que Michael est prêt à signer pour Nike mais exige un pourcentage sur chaque paire Air Jordan vendue. Sonny est abasourdi par cette demande mais, contre toute attente, Phil lui donne son aval.
Air Jordan rapportera 162 millions de dollars la première année... puis 4 milliards chaque année.

## Fiche technique
Sauf indication contraire, les informations mentionnées dans cette section peuvent être confirmées par la base de données cinématographiques IMDb,  présente dans la section « Liens externes ».
- Titre original : Air
- Titre français et québécois : Air : Courtiser une légende
- Titre de marché : Air: Courting a Legend
- Titre de travail : Air Jordan
- Réalisation : Ben Affleck
- Scénario : Alex Convery
- Direction artistique : A. Todd Holland
- Décors : François Audouy
- Costumes : Charlese Antoinette Jones
- Photographie : Robert Richardson
- Montage : William Goldenberg
- Production : Ben Affleck, Madison Ainley, Jason Michael Berman, Matt Damon, David Ellison, Peter Guber, Jeff Robinov et Jon Weinbach

Producteurs délégués : Dana Goldberg, John Graham, Don Granger, Kevin Halloran, Michael Joe, Jordan Moldo, Jesse Sisgold, Peter E. Strauss et Drew Vinton
- Sociétés de production : Skydance Media, Studio 8 et Mandalay Pictures, Amazon Studios et Artists Equity
- Société de distribution : Amazon Studios (Etats-Unis), Warner Bros. (international)
- Budget : estimé entre 70 et 90 millions de dollars[1],[2]
- Pays de production :  États-Unis
- Langue originale : anglais
- Format : couleur
- Genre : drame biographique, sport
- Durée : 112 minutes
- Dates de sortie :
  - États-Unis : 18 mars 2023 (avant-première au festival South by Southwest)
  - États-Unis : 5 avril 2023 (sortie limitée en salles)
  - Monde : 5 avril 2023 (sur Prime Video)
  - France : 12 mai 2023 (sur Prime Video)
- Classification :
  - États-Unis : R

## Distribution
- Matt Damon (VF : Damien Boisseau ; VQ : Gilbert Lachance) : Sonny Vaccaro
- Jason Bateman (VF : Bruno Choël ; VQ : Yves Soutière) : Rob Strasser
- Ben Affleck (VF : Boris Rehlinger ; VQ : Pierre Auger) : Philip Knight
- Chris Messina (VF : Thierry Wermuth ; VQ : Patrice Dubois) : David Falk
- Viola Davis (VF : Virginie Emane ; VQ : Johanne Garneau) : Deloris Jordan
- Julius Tennon (VF : Günther Germain ; VQ : Frank Sylvestre) : James R. Jordan Sr.
- Damian Delano Young : Michael Jordan
- Chris Tucker (VF : Lucien Jean-Baptiste ; VQ : Fayolle Jean Jr.) : Howard White
- Matthew Maher (VF : Guillaume Bourboulon ; VQ : Tristan Harvey) : Peter Moore
- Gustaf Skarsgård (VF : Jochen Hägele) : Horst Dassler
- Barbara Sukowa (VF : Bertina Henrichs) : Kathy Dassler
- Jay Mohr : John Fisher
- Joel Gretsch (VF : Raphaël Anciaux) : John O'Neil
- Michael O'Neill : Joe Dean
- Marlon Wayans (VF : Jean-Baptiste Anoumon ; VQ : Patrick Emmanuel Abellard) : George Raveling
- Dan Bucatinsky : Richard
- Jessica Green : Katrina Sainz
- Tom Papa : Stu Inman (non crédité)

| - Version française - Studio de doublage : Imagine - Direction artistique : Virginie Méry - Adaptation : Mélanie de Truchis - Assistant directeur artistique : Anne Collin | - Version québécoise - Studio de doublage : Difuze - Direction artistique : Maël Davan-Soulas - Adaptation : Fannie-Amélie Morin |

## Production

### Genèse et développement
Le script est initialement écrit par Alex Convery et figure sur la Black List de 2021 sous le titre Air Jordan. En avril 2022, il est annoncé que le script a été acquis par Amazon Studios et que Ben Affleck et Matt Damon tiendront les rôles principaux alors que Ben Affleck assurera la réalisation.
Ben Affleck reçoit l'accord de Michael Jordan pour le film. Ce dernier exige uniquement que le rôle de sa mère soit interprété par Viola Davis.
En juin 2022, plusieurs acteurs rejoignent la distribution : Jason Bateman, Viola Davis, Chris Tucker, Marlon Wayans ou encore Chris Messina. Le mois suivant, Joel Gretsch, Gustaf Skarsgård et Jessica Green sont également confirmés,.

### Tournage
Le tournage débute le 6 juin 2022 à Los Angeles,. Les prises de vues se déroulent notamment à Santa Monica. L'équipe utilise des caméras Arri Alexa 35.

## Bande originale
Le film contient peu de musique originale, hormis quelques musiques additionnelles de Paul Haslinger, mais de nombreuses chansons des années 1980. Sony Music Entertainment publie un album contenant une partie de ces chansons,.
Liste des titres
1. Money For Nothing – Dire Straits (4:08)
2. Blister In the Sun – Violent Femmes (2:26)
3. Ain't Nobody – Rufus & Chaka Khan (4:44)
4. Sister Christian – Night Ranger (5:03)
5. All I Need is a Miracle – Mike + The Mechanics (4:12)
6. Born in the U.S.A. – Bruce Springsteen (4:40)
7. Sirius – The Alan Parsons Project (1:51)
8. Rock the Casbah (Remastered) – The Clash (3:43)
9. My Adidas – Run–DMC (2:49)
10. In a Big Country – Big Country (4:44)
11. Tempted – Squeeze (4:02)
12. Time After Time – Cyndi Lauper (4:02)
13. Can't Fight This Feeling – REO Speedwagon (4:53)

## Sortie et accueil

### Critique
Sur l’agrégateur de critiques Rotten Tomatoes, il obtient 91 % d'avis favorables pour 270 critiques et une note moyenne de 7,7⁄10. Sur Metacritic, il obtient une note moyenne de 73⁄100 pour 59 critiques.
Sur le site AlloCiné, qui recense 4 critiques de presse, le film obtient la note moyenne de 3,8⁄5
. Aurélien Allin de CinemaTeaser écrit notamment « Malin et exaltant, Air comprend à la perfection la fascination qu’exerce Michael Jordan, tout en regardant, méfiant, les rouages du libéralisme actionnarial. Parfait pour un double programme avec High Flying Bird de Steven Soderbergh. » Dans Les Échos, Pierre Demoux écrit quant à lui « Pour son cinquième film, Ben Affleck s'en tient à une mise en scène classique mais sublime l'odyssée de Nike avec une superbe esthétique des années 1980 ». Dans Première, Thierry Chèze écrit « Rythmé, dans un parfait équilibre entre humour et émotions, ce feel good movie se déguste sans modération. »

### Box-office
Avant sa diffusion sur Prime Video, le film connait une sortie limitée dans certains pays. Aux États-Unis et au Canada, Air sort le même jour que le film d'animation Super Mario Bros. le film. Les prévisions imaginent que Air récoltera entre 16 et 18 millions de dollars pour ce premier week-end pour un total de 3 507 salles,,. Le film enregistre 3,2 millions le premier jour, 2,4 millions le second. Il finit à la 3e place du box-office du week-end.
En dehors de l'Amérique du Nord, Air enregistre pour son premier week-end 10,5 millions de dollars dans les 59 pays qui le diffusent en salles.
| Pays ou région     | Box-office   | Date d'arrêt du box-office | Nombre de semaines |
| ------------------ | ------------ | -------------------------- | ------------------ |
| États-Unis, Canada | 50 703 565 $ | 11 mai 2020                | 6                  |
| Total mondial      | 85 403 565 $ |                            |                    |

## Distinctions

### Nominations
- Golden Globes 2024 :
  - Meilleur film musical ou comédie
  - Meilleur acteur dans un film musical ou une comédie